# Ochyroceratidae
Los oquirocerátidos (Ochyroceratidae) son una familia de arañas araneomorfas, que forman parte de la superfamilia de los leptonetoideos (Leptonetoidea), junto con los telémidos y leptonétidos.
Son arañas con seis ojos que habitan entre la hojarasca del suelo de los bosques tropicales de Sudáfrica, el Caribe y Asia, especialmente en la zona Indo-Pacíficoa.
Construyen pequeñas telarañas en sábana alrededor de hojas, palos y troncos, y es característico el hecho que llevan sus huevos en los quelíceros hasta que salen las crías. Como mínimo una especie, Theotima minutissima, de 0'9 mm, tiene capacidad partenogenética.

## Sistemática
Con la información recogida hasta el 31 de diciembre de 2011, Ochyroceratidae cuenta con 14 géneros y 161 especies:
- Althepus Thorell, 1898 (Sur de Asia)
- Dundocera Machado, 1951 (Angola)
- Euso Saaristo, 2001 (Seychelles)
- Fageicera Dumitrescu & Georgescu, 1992 (Cuba)
- Flexicrurum Tong & Li, 2007 (China)
- Leclercera Deeleman-Reinhold, 1995 (Sur de Asia)
- Lundacera Machado, 1951 (Angola)
- Merizocera Fage, 1912 (Sur de Asia)
- Ochyrocera Simon, 1891 (México hasta Perú)
- Ouette Saaristo, 1998 (Seychelles)
- Psiloderces Simon, 1892 (Sur de Asia)
- Roche  Saaristo, 1998 (Seychelles)
- Speocera Berland, 1914 (Sur de Asia, Sur América, África)
- Theotima Simon, 1893 (Sur y centro de América, África, Asia, Islas del Pacífico)